# Казаэронавигация
«Казаэронавигация» — республиканское государственное предприятие на праве хозяйственного ведения, осуществляющая аэронавигационное обеспечение в сфере гражданского использования воздушного пространства Республики Казахстан. «Казаэронавигация» — член EAD в качестве «провайдера данных»,
член Международной федерации ассоциаций авиационных диспетчеров (ИФАТКА), партнёр Международной ассоциации гражданской авиации (ИАТА).

## История
Республиканское государственное предприятие по управлению воздушным движением, технической эксплуатации наземных средств радиотехнического обеспечения полетов и электросвязи создано Приказом Министерства транспорта и коммуникаций от 22 июня 1995 года № 133 "О выделении предприятия «Казаэронавигация» из состава Национальной акционерной авиакомпании «Казахстан ауе жолы» в соответствии с постановлением Кабинета Министров Республики Казахстан от 10 мая 1994 года № 489 «О порядке и условиях аэронавигационного обслуживания в воздушном транспорте Республики Казахстан» в целях обеспечения функционирования единой технологической системы управления воздушным движением республики Казахстан для удовлетворения потребностей всех пользователей воздушным пространством.

## Деятельность
РГП «Казаэронавигация» — государственная компания, предоставляющая аэронавигационные услуги своим потребителям на коммерческой основе.
РГП «Казаэронавигация» осуществляет деятельность в соответствии с рамками, установленными Чикагской Конвенцией, регулирующей международную гражданскую авиацию, и законодательством Республики Казахстан.
Основные гражданские авиационные организации, с которыми РГП «Казаэронавигация» установило взаимоотношения: ИКАО, ИАТА, Международная организация CANSO, Евроконтроль, Межгосударственный авиационный комитет, Координационный Совет «Евразия».
РГП «Казаэронавигация» предоставляет аэронавигационных услуг при взлете, посадке, на маршрутах полета на безопасной и эффективной коммерческой основе в верхнем воздушном пространстве и в большинстве аэродромов Республики Казахстан.
Основными видами деятельности Предприятия являются:
- Организация и обслуживание воздушного движения в воздушном пространстве РК.
- Обеспечение безопасности полетов в воздушном пространстве РК.
- Эксплуатация радиотехнического обеспечения полетов и связи.
- Обеспечение аэронавигационной и метеорологической информацией пользователей воздушного пространства РК.

## Территориальные органы
Центральный офис организации — Республика Казахстан, г. Астана
Филиалы по обеспечению аэронавигационного обслуживания расположены в г. Астана, Алматы, Актобе, Актау, Атырау, Костанай, Шымкент, Уральск, Кызылорда, Тараз, Семей, Усть-Каменогорск, Караганда, Кокшетау, Павлодар, Петропавловск. Удаленные позиции «Жезказган», «Балхаш» в составе Карагандинского филиала.